# 101 (álbum)
101 es un álbum en directo del grupo inglés de música electrónica Depeche Mode (Andrew Fletcher, Alan Wilder, Martin Gore, David Gahan), grabado en 1988 y publicado en 1989.
Fue el primer álbum en vivo del grupo y también su primer álbum doble. Contiene un concierto ofrecido el 18 de junio de 1988 en el estadio Rose Bowl de Pasadena, California, correspondiente a la gira Tour for the Masses con motivo de su álbum Music for the Masses de 1987.
La presentación fue la última de la gira y la número 101, motivo por el cual el álbum recibió ese título, aunque curiosamente una carretera cercana también lleva ese nombre.

## Listado de canciones
El álbum apareció en tres formatos, el estándar en doble disco de vinilo, en doble disco compacto y en casete de cinta magnética de audio. Posteriormente y en la actualidad se encuentra disponible en streaming con el contenido de la versión en CD.

### Edición en LP
Disco 1
| Lado A |                                                     |          |  |
| N.º    | Título                                              | Duración |  |
| 1.     | «Pimpf» (en vivo en Pasadena en 1988)               | 0:53     |  |
| 2.     | «Behind the Wheel» (en vivo en Pasadena en 1988)    | 5:41     |  |
| 3.     | «Strangelove» (en vivo en Pasadena en 1988)         | 4:42     |  |
| 4.     | «Something to Do» (en vivo en Pasadena en 1988)     | 3:45     |  |
| 5.     | «Blasphemous Rumours» (en vivo en Pasadena en 1988) | 5:06     |  |

| Lado B |                                                                    |          |  |
| N.º    | Título                                                             | Duración |  |
| 1.     | «Stripped» (en vivo en Pasadena en 1988, en su forma Highland Mix) | 6:16     |  |
| 2.     | «Somebody» (en vivo en Pasadena en 1988)                           | 4:27     |  |
| 3.     | «Things You Said» (en vivo en Pasadena en 1988)                    | 4:09     |  |
| 4.     | «Black Celebration» (en vivo en Pasadena en 1988)                  | 4:33     |  |

Disco 2
| Lado C |                                                                                    |          |  |
| N.º    | Título                                                                             | Duración |  |
| 1.     | «Shake the Disease» (en vivo en Pasadena en 1988)                                  | 4:57     |  |
| 2.     | «Pleasure, Little Treasure» (en vivo en Pasadena en 1988, en su forma Glitter Mix) | 4:35     |  |
| 3.     | «People Are People» (en vivo en Pasadena en 1988)                                  | 4:54     |  |
| 4.     | «A Question of Time» (en vivo en Pasadena en 1988)                                 | 4:09     |  |

| Lado D |                                                                                  |          |  |
| N.º    | Título                                                                           | Duración |  |
| 1.     | «Never Let Me Down Again» (en vivo en Pasadena en 1988)                          | 6:22     |  |
| 2.     | «Master and Servant» (en vivo en Pasadena en 1988)                               | 4:24     |  |
| 3.     | «Just Can't Get Enough» (en vivo en Pasadena en 1988)                            | 4:01     |  |
| 4.     | «Everything Counts» (en vivo en Pasadena en 1988, en su forma In Larger Amounts) | 6:07     |  |

### Edición en CD
Desde 2006 esta edición es la que está disponible como descarga digital desde Internet.

| Disco 1 |                                                                    |          |  |
| N.º     | Título                                                             | Duración |  |
| 1.      | «Pimpf» (en vivo en Pasadena en 1988)                              | 0:58     |  |
| 2.      | «Behind the Wheel» (en vivo en Pasadena en 1988)                   | 5:54     |  |
| 3.      | «Strangelove» (en vivo en Pasadena en 1988)                        | 4:49     |  |
| 4.      | «Sacred» (en vivo en Pasadena en 1988)                             | 5:09     |  |
| 5.      | «Something to Do» (en vivo en Pasadena en 1988)                    | 3:53     |  |
| 6.      | «Blasphemous Rumours» (en vivo en Pasadena en 1988)                | 5:09     |  |
| 7.      | «Stripped» (en vivo en Pasadena en 1988, en su forma Highland Mix) | 6:45     |  |
| 8.      | «Somebody» (en vivo en Pasadena en 1988)                           | 4:34     |  |
| 9.      | «Things You Said» (en vivo en Pasadena en 1988)                    | 4:21     |  |

| Disco 2 |                                                                                    |          |  |
| N.º     | Título                                                                             | Duración |  |
| 1.      | «Black Celebration» (en vivo en Pasadena en 1988)                                  | 4:54     |  |
| 2.      | «Shake the Disease» (en vivo en Pasadena en 1988)                                  | 5:10     |  |
| 3.      | «Nothing» (en vivo en Pasadena en 1988)                                            | 4:36     |  |
| 4.      | «Pleasure, Little Treasure» (en vivo en Pasadena en 1988, en su forma Glitter Mix) | 4:38     |  |
| 5.      | «People Are People» (en vivo en Pasadena en 1988)                                  | 4:59     |  |
| 6.      | «A Question of Time» (en vivo en Pasadena en 1988)                                 | 4:12     |  |
| 7.      | «Never Let Me Down Again» (en vivo en Pasadena en 1988)                            | 6:40     |  |
| 8.      | «A Question of Lust» (en vivo en Pasadena en 1988)                                 | 4:07     |  |
| 9.      | «Master and Servant» (en vivo en Pasadena en 1988)                                 | 4:30     |  |
| 10.     | «Just Can't Get Enough» (en vivo en Pasadena en 1988)                              | 4:01     |  |
| 11.     | «Everything Counts» (en vivo en Pasadena en 1988, en su forma In Larger Amounts)   | 6:31     |  |

### Edición en MC
La versión europea en casete, el formato llamado MC de MusiCasete, contiene los veinte temas de la edición en CD en un solo casete; la versión americana en casete contiene también los veinte temas de la edición en CD, pero en dos casetes. Actualmente esta versión, como el propio formato, ya no se encuentra disponible.

## Créditos
David Gahan - vocalista principal y producción.
Martin Gore - sintetizador, segunda voz, segundo vocalista, percusión, guitarra, melódica y producción.
Alan Wilder - sintetizador, percusión, apoyo vocal y producción.
Andrew Fletcher - sintetizador, percusión, apoyo vocal y producción.
Anton Corbijn - diseño y fotografías; portada con Paul West.
Daniel Miller - producción ejecutiva.
Todas las canciones fueron compuestas por Martin Gore, excepto Just Can't Get Enough que fue compuesta por Vince Clarke.

## Sencillo
- Everything Counts

Hubo ediciones promocionales de Pleasure Little Treasure como sencillo en España y en Francia, solo en 7 y en 12 pulgadas.
 De cualquier modo el disco siempre aparece con un solo sencillo.
Lados B
La edición en LP de 101 es solo de 17 temas, la versión en CD adiciona las interpretaciones en el concierto de "Sacred", "Nothing" y "A Question of Lust". Estas son precisamente las canciones que aparecen como lados B del sencillo.
La interpretación de "Nothing" en el concierto es el lado B estándar.

## Edición 2004
En el año 2004 el álbum 101 fue relanzado exclusivamente en Europa en formato híbrido de SACD. La nueva edición contiene los dos discos del original 101 de 1989 esencialmente en tres formatos, SACD multicanal (en 5.1), SACD Stereo y en PCM Stereo.
Adicionalmente la reedición contiene el tema «Pimpf» completo (en la edición original solo aparece la última parte), aunque esta aparece en el segundo disco como pista oculta, después de «Everything Counts».

## Documental 101
El director D.A. Pennebaker realizó el documental 101, el cual se presentó como la experiencia de tres seguidores del grupo, quienes ganaron un concurso en una estación de radio para acompañarles durante la gira de 1988 por los Estados Unidos.
El documental comienza con Depeche Mode anunciando el concierto en una conferencia de prensa realizada en el propio estadio Rose Bowl de California, para de ahí presentar imágenes de la banda antes de salir al escenario en diversos destinos de la gira y concluye con la presentación en el Rose Bowl ante cerca de 80,000 asistentes.
El concierto solo aparece en parcialidad y no está completo, únicamente se incluye parte del audio y de las actuaciones en el escenario de diez de los temas que se tocaron esa noche, esto debido a que a Pennebaker, quien desconocía totalmente al grupo hasta antes de que se le encargara el documental, se le dio total libertad acerca de como captar a Depeche Mode.
La dirección corrió a cargo de Pennebaker, sin embargo el material acredita además los nombres de Chris Hegedus y David Dawkins también como directores, más por su naturaleza de documental que por ser una dirección compartida de hecho. Otro detalle sobre 101, es que es el único documental oficial existente sobre DM.
La película apareció originalmente solo en videocinta VHS, y en Laserdisc en Japón; no hubo edición en formato Betamax. En 1999 tuvo una reedición. Posteriormente se reeditó de nuevo en DVD e incluso en UMD.

| 101 |                    |          |  |
| N.º | Título             | Duración |  |
| 1.  | «101» (documental) | 117      |  |

### 101 en DVD
En 2003 el documental 101 se publicó en formato DVD, en dos discos, el cual se conoce como 101 on DVD. El primer disco tiene básicamente el mismo contenido de la edición original de 1989, mientras en el segundo se incluyen entrevistas realizadas ese año por separado con los tres miembros restantes de Depeche Mode (Alan Wilder salió del grupo en 1995), con su mánager Jonathan Kessler, con Daniel Miller y con los tres ganadores del concurso acerca de su experiencia con la banda.
Además, el segundo disco incluyó, ahora sí, parte del concierto de 1988 en Pasadena, con las diez canciones del documental de 1989, así como otras dos que no se habían incluido originalmente («Somebody» y «Pleasure Little Treasure»), pero estas aparecen editadas.
De acuerdo al sitio oficial de Depeche Mode en la red, las ocho canciones restantes sencillamente no fueron grabadas más que en audio para la edición en disco de 101.
El disco uno contiene el documental original 101 con audiocomentario de sus realizadores y de los miembros del grupo.
| Disco dos de la edición en DVD | |          |  |
| N.º                            | Título                                                                                               | Duración |  |
| 1.                             | «Master and Servant» (vídeo en vivo en el Rose Bowl de Pasadena en 1988)                             |          |  |
| 2.                             | «Pimpf» (vídeo en vivo en el Rose Bowl de Pasadena en 1988)                                          |          |  |
| 3.                             | «Behind the Wheel» (vídeo en vivo en el Rose Bowl de Pasadena en 1988)                               |          |  |
| 4.                             | «Strangelove» (vídeo en vivo en el Rose Bowl de Pasadena en 1988)                                    |          |  |
| 5.                             | «Blasphemous Rumours» (vídeo en vivo en el Rose Bowl de Pasadena en 1988)                            |          |  |
| 6.                             | «Stripped» (vídeo en vivo en el Rose Bowl de Pasadena en 1988 en forma Highland Mix)                 |          |  |
| 7.                             | «Somebody» (vídeo en vivo en el Rose Bowl de Pasadena en 1988)                                       |          |  |
| 8.                             | «Black Celebration» (vídeo en vivo en el Rose Bowl de Pasadena en 1988)                              |          |  |
| 9.                             | «Pleasure, Little Treasure» (vídeo en vivo en el Rose Bowl de Pasadena en 1988 en forma Glitter Mix) |          |  |
| 10.                            | «Just Can't Get Enough» (vídeo en vivo en el Rose Bowl de Pasadena en 1988)                          |          |  |
| 11.                            | «Everything Counts» (vídeo en vivo en el Rose Bowl de Pasadena en 1988)                              |          |  |
| 12.                            | «Never Let Me Down Again» (vídeo en vivo en el Rose Bowl de Pasadena en 1988)                        |          |  |
| 13.                            | «David Gahan» (entrevista)                                                                           |          |  |
| 14.                            | «Andrew Fletcher» (entrevista)                                                                       |          |  |
| 15.                            | «Martin Gore» (entrevista)                                                                           |          |  |
| 16.                            | «Daniel Miller» (entrevista)                                                                         |          |  |
| 17.                            | «Jonathan Kessler» (entrevista)                                                                      |          |  |
| 18.                            | «Christopher Hardwick» (entrevista)                                                                  |          |  |
| 19.                            | «Oliver Chesler» (entrevista)                                                                        |          |  |
| 20.                            | «Jay Serken» (entrevista)                                                                            |          |  |
| 21.                            | «Everything Counts» (en concierto; vídeo promocional)                                                |          |  |

### 101 UMD
En 2005 el documental 101 se publicó en formato Universal Media Disc para el PlayStation Portable de Sony, exclusivamente en Europa, como parte de los artículos promocionales alrededor del álbum Playing the Angel de ese mismo año, que fue publicado en ese formato igualmente junto con los conciertos Devotional de 1993 y One Night in Paris de 2002; aunque en el caso específico de 101 esta edición contiene solo el documental de D.A. Pennebaker de 1989.

## Edición 2021
En diciembre de 2021, Sony Music publicó en una nueva edición 101, en HD, en presentación del doble DVD con el álbum doble en CD, así como en Blu-ray con metraje no visto antes de tres interpretaciones del histórico concierto, «Sacred», «Something to Do» y «A Question of Lust».
Fue la primera vez que apareció en una misma presentación tanto el álbum, como el documental.

## Datos
- El nombre 101, tomado del número de presentación en la gira, fue idea de Alan Wilder.
- Aunque en 1985 apareció un directo en videocasete titulado The World We Live In and Live in Hamburg, este es el primer álbum en vivo del grupo pues de aquel no existe edición en disco.
- Es el primer disco de Depeche Mode para el que Anton Corbijn se encargó de la portada.
- El título de la canción "«The Things You Said»" aparece acortado como "Things You Said"
- Algunas de las remezclas de «Everything Counts» en vivo como sencillo, fueron realizadas por Mark Saunders y Tim Simenon, quien ocho años después produjo el álbum Ultra de Depeche Mode.

Salió poco después de la publicación del documental 101 de D.A. Pannebaker y en realidad lo eclipsó pues hubo mayor interés en el disco que en la película.
Es el primer álbum en vivo de Depeche Mode y como tal es muy importante en su trayectoria, después de todo los especialistas en música opinan que la calidad de una banda se demuestra precisamente en el escenario. Los arreglos de Alan Wilder a las canciones, como lo es el cierre de «Never Let Me Down Again», las interpretaciones de «Black Celebration» y «Shake the Disease», resultaron portentosos, o los arreglos en «Just Can't Get Enough», canción en la que originalmente Wilder no tuvo absolutamente nada que ver. Destaca también la interpretación de «Everything Counts» que suena potente y sumamente electrónica, motivo por el cual fue elegida para el cierre de los conciertos y sencillo promocional del álbum 101.
El disco es además un complemento a todo el suceso comercial del álbum Music for the Masses, el cual, con sus altas ventas y su enorme respuesta en Norteamérica, fue en su momento la cúspide en la carrera de Depeche Mode.
Por otro lado, el álbum 101 marca el cierre de la década de los ochenta para el grupo, y entre los que dividen su trayectoria en etapas es pues la clara conclusión del llamado Primer Período de Depeche Mode, período de surgimiento y ascenso después de su modesto y casi ignoto inicio en 1980.
Opiniones más apasionadas, llegan a decir que 101, es uno de los mejores directos de la historia.